# Burdick West Peak
Burdick West Peak är en bergstopp i Antarktis. Den ligger i Sydshetlandsöarna. Argentina, Chile och Storbritannien gör anspråk på området. Toppen på Burdick West Peak är 455 meter över havet.
Terrängen runt Burdick West Peak är kuperad åt nordväst, men åt sydost är den bergig. Trakten är glest befolkad. Närmaste befolkade plats är St. Kliment Ohridski Base, 4,0 kilometer väster om Burdick West Peak. 